# Palacio de Larrinaga
El palacio de Larrinaga es un palacio de Zaragoza de principios del siglo XX que, cuando fue construido, se encontraba alejado del casco urbano pero que, actualmente, se encuentra plenamente integrado en él.
De él, Jesús Martínez Verón ha dicho:

Es el mejor ejemplo de eclecticismo zaragozano entre 1885 y 1920. Constituye, por entidad y calidad en la ejecución, una de las mejores residencias burguesas levantadas en Aragón.
Jesús Martínez Verón, Arquitectura aragonesa: 1885-1920. Ante el umbral de la modernidad

Por otro lado, el Ayuntamiento de Zaragoza lo etiqueta como neorrenacentista.
El palacio fue encargado al arquitecto Félix Navarro, uno de los más prestigiosos de la época. El proyecto data de 1901.  El palacio se edifica en el antiguo barrio de Montemolín de Zaragoza.
Se finalizó en 1908 pero nunca fue habitado ya que fue un encargo para disfrute del matrimonio formado por Miguel Larrinaga de Luzárraga y Asunción Clavero. La pareja residía en Liverpool y tenían dos residencias de vacaciones en San Sebastián y Málaga. Su objetivo era retirarse aquí, pero ella murió en 1939 y el palacio se puso a la venta en 1942. Giesa fue la empresa que compró la parcela incluido el palacio, construyendo su fábrica en los terrenos adyacentes (se conserva con el nombre de Schindler) e instaló sus oficinas en la casa. Al poco tiempo la parcela se pone de nuevo a la venta, siendo los compradores los Hermanos Marianistas quienes lo usan como colegio residencia. Finalmente la compró Ibercaja en 1993, su actual propietaria, que la restauró dándole uso como centro de fondos documentales.
La decoración del inmueble alude al mar y al comercio marítimo, ocupación de los Larrinaga.  Los materiales usados son específicamente aragoneses: piedra, ladrillo y cerámica.
Ramón de Larrinaga, importante naviero vasco y fundador de " Olano, Larrinaga & Compañía" murió en 1888. 
Ramón de Larrinaga y su esposa Telesfora de Luzárraga tuvieron cinco hijos: Félix (el mayor, que vivía con él en Liverpool), Anselma, María, Miguel (quien compró los terrenos y ordenó construir el palacio) y Domingo. Al morir Ramón y habiendo muerto anteriormente Telesfora, los cuatro últimos eran menores de edad quedando bajo la tutela de varios de sus tíos (D. Miguel A. de Luzárraga y D. José de Larrinaga). Éstos trataron de que tuvieran una educación perfecta para que se encargaran de la empresa de su padre en el futuro.
Su hijo Miguel de Larrinaga tenía por entonces 15 años y vivía en el País Vasco. Le obligaron a estudiar Derecho para poder hacerse cargo de la empresa de su padre. Viajará a Zaragoza para ello y allí conocerá a la que será su esposa y su gran amor: Asunción Clavero, nacida en Albalate del Arzobispo, Teruel. (Se dice que fue durante una misa en El Pilar). 
Una vez terminada la carrera, viajará a Liverpool, en donde se casará ese mismo año con Asunción. En 1898 se hace con el poder de la empresa de su padre (pese a no ser el mayor de los hermanos) que se pasa a llamar "Miguel de Larrinaga Steamship Co. Ltd." Tras tres años allí, en 1900 decide viajar a Zaragoza para adquirir un terreno en donde, un año después, iniciará la construcción de un palacete llamado "Villa Asunción". Éste, quieren que sea su nido de amor maduro donde vivan a la jubilación de Miguel (cerca de la tierra que vio nacer a Asunción. La mala salud de ella no permitió que se consumara ese futuro idílico. Roto, y con pocas ganas de volver a una tierra que no era la suya, después de la Guerra Civil, en 1942, vende el terreno a la empresa Giesa (con el palacio incluido sin enseres ni mobiliario), que establece en él sus oficinas y construye las naves adyacentes que a día de hoy, abandonadas y en un estado lamentable aún pueden verse. Estos, más interesados por el terreno que por el edificio, venderan a no tardar a los Marianistas (compañía de María) que lo usan como colegio.

## Actualidad
Actualmente se organizan visitas al Palacio Larrinaga para escolares y adultos, tanto en grupo como de forma individual.